# Nangang
Nangang (chinesisch 南崗區 / 南岗区, Pinyin Nángàng Qū) ist ein Stadtbezirk der Unterprovinzstadt Harbin in der chinesischen Provinz Heilongjiang. Der Stadtbezirk hat eine Fläche von 162,4 km² und zählt 1.390.679 Einwohner (Stand: Zensus 2020). Sein Regierungssitz ist in der Straße Xuanhuajie Nr. 261 宣化街261号.

## Administrative Gliederung
Auf Gemeindeebene setzt sich der Stadtbezirk aus 18 Straßenvierteln, einer Großgemeinde und einer Nationalitätengemeinde zusammen. Diese sind:
| Straßenviertel Baojianlu (保健路街道); Straßenviertel Dacheng (大成街道); Straßenviertel Fendoulu (奋斗路街道); Straßenviertel Gexin (革新街道); Straßenviertel Haxi (哈西街道); Straßenviertel Hexinglu (和兴路街道); Straßenviertel Huayuan (花园街道); Straßenviertel Liaoyuan (燎原街道); Straßenviertel Lujia (芦家街道); Straßenviertel Qizheng (七政街道); | Straßenviertel Quxian (曲线街道); Straßenviertel Rongshi (荣市街道); Straßenviertel Songhuajiang (松花江街道); Straßenviertel Tongda (通达街道); Straßenviertel Wenhua (文化街道); Straßenviertel Xianfenglu (先锋路街道); Straßenviertel Xinchun (新春街道); Straßenviertel Yuejin (跃进街道); Großgemeinde Wanggang (王岗镇); Gemeinde Hongqi der Manju (红旗满族乡). |